# Elecciones municipales de La Plata de 2017

## Resultados

### Resultados de las primarias para Diputados Provinciales
Según los datos del escrutinio provisorio, los resultados de las primeras fuerza para la elección de Diputados Provinciales por la Sección Capital fue:
| Partido/Alianza        | Votos   | %      | Cabeza de lista de precandidatos | Votos   | %      | Resultado                                  |
| ---------------------- | ------- | ------ | -------------------------------- | ------- | ------ | ------------------------------------------ |
| Cambiemos Buenos Aires | 154.660 | 39,60% | Carolina Píparo                  | 154.660 | 100%   | Habilitado para las elecciones generales   |
| Unidad Ciudadana       | 94.812  | 23,77% | Florencia Saintout               | 94.812  | 100%   | Habilitado para las elecciones generales   |
| 1País                  | 46.919  | 12,01% | José Arteaga                     | 46.919  | 100%   | Habilitado para las elecciones generales   |
| Partido Justicialista  | 26.512  | 6,79%  | Gustavo Di Marzio                | 15.543  | 58,63% | Habilitado para las elecciones generales   |
| Partido Justicialista  | 26.512  | 6,79%  | Guillermo Justo Chávez           | 10.969  | 41,37% | Inhabilitado para las elecciones generales |
| FIT                    | 18.949  | 4,85%  | Amelia García                    | 18.949  | 100%   | Habilitado para las elecciones generales   |
| OTROS                  | 32136   | 8,59%  |                                  |         |        |                                            |
|                        |         |        |                                  |         |        |                                            |
| Votos positivos        | 373.988 | 95,76% |                                  |         |        |                                            |
|                        |         |        |                                  |         |        |                                            |
| Votos en blanco        | 16.566  | 4,24 % |                                  |         |        |                                            |
| Votos nulos            | 3.670   | 0,93%  |                                  |         |        |                                            |
|                        |         |        |                                  |         |        |                                            |
| Total votantes         | 390.554 | 74,04% |                                  |         |        |                                            |
| Electores habilitados  | 572.080 | 100%   |                                  |         |        |                                            |

### Resultados de las primarias para Concejales
Según los datos del escrutinio provisorio, los resultados fueron los siguientes:
| Partido/Alianza                                | Votos   | %      | Lista Interna                    | Votos   | %      | Resultado                                  |
| ---------------------------------------------- | ------- | ------ | -------------------------------- | ------- | ------ | ------------------------------------------ |
| Cambiemos Buenos Aires                         | 153.297 | 39,30% | 1A Amarillo                      | 153.297 | 100%   | Habilitado para las elecciones generales   |
| Unidad Ciudadana                               | 92.735  | 23,77% | Celeste y blanca U2              | 92.735  | 100%   | Habilitado para las elecciones generales   |
| 1País                                          | 46.684  | 11,97% | Un País unido hoy y siempre      | 46.684  | 100%   | Habilitado para las elecciones generales   |
| Partido Justicialista                          | 28.306  | 7,26%  | Lista Cumplir 2                  | 15.672  | 55,37% | Habilitado para las elecciones generales   |
| Partido Justicialista                          | 28.306  | 7,26%  | Lista Cumplir 4                  | 10.949  | 38,68% | Inhabilitado para las elecciones generales |
| Partido Justicialista                          | 28.306  | 7,26%  | Lista Lealtad y Dignidad         | 1.685   | 5,95%  | Inhabilitado para las elecciones generales |
| FIT                                            | 18.503  | 4,74%  | Lista 1                          | 18.503  | 100%   | Habilitado para las elecciones generales   |
| Vamos creando una nueva Ciudad                 | 8.261   | 2,12%  | Fuerza Colectiva                 | 8.261   | 100%   | Habilitado para las elecciones generales   |
| Izquierda al Frente por el Socialismo          | 6.236   | 1,60%  | Unidad de la Izquierda           | 6.236   | 100%   | Habilitado para las elecciones generales   |
| Corriente de Pensamiento Bonaerense (CO.PE.BO) | 5.476   | 1,40%  | Un Cambio Real                   | 5.476   | 100%   | Inhabilitado para las elecciones generales |
| Partido Socialista                             | 4.418   | 1,13%  | Frente socialista popular        | 4.418   | 100%   | Inhabilitado para las elecciones generales |
| Partido Federal                                | 4.272   | 1,10%  | Alternativa                      | 4.272   | 100%   | Inhabilitado para las elecciones generales |
| Frente Union Federal                           | 2.069   | 0,53%  | Lista Autóctono                  | 26      | 1,26%  | Inhabilitado para las elecciones generales |
| Frente Union Federal                           | 2.069   | 0,53%  | Lista Dignidad Popular           | 38      | 1,84%  | Inhabilitado para las elecciones generales |
| Frente Union Federal                           | 2.069   | 0,53%  | Lista Frente Union Federal       | 218     | 10,54% | Inhabilitado para las elecciones generales |
| Frente Union Federal                           | 2.069   | 0,53%  | Lista Laborista                  | 493     | 23,83% | Inhabilitado para las elecciones generales |
| Frente Union Federal                           | 2.069   | 0,53%  | Lista Popular                    | 568     | 27,45% | Inhabilitado para las elecciones generales |
| Frente Union Federal                           | 2.069   | 0,53%  | Lista La primera dama del Pueblo | 73      | 3,53%  | Inhabilitado para las elecciones generales |
| Frente Union Federal                           | 2.069   | 0,53%  | Lista Tres Banderas              | 13      | 0,63%  | Inhabilitado para las elecciones generales |
| Frente Union Federal                           | 2.069   | 0,53%  | Lista Concertacion federal Unite | 640     | 30,93% | Inhabilitado para las elecciones generales |
| Partido Renovador Federal                      | 1.808   | 0,46%  | Convicciones                     | 1.808   | 100%   | Inhabilitado para las elecciones generales |
| Todos por Buenos Aires                         | 1.113   | 0,29%  | TOBA                             | 1.113   | 100%   | Inhabilitado para las elecciones generales |
| Union Vecinalista Platense                     | 1.110   | 0,28%  | Latinoamericana                  |         | 100%   | Inhabilitado para las elecciones generales |
| Encuentro popular Tierra Techo y Trabajo       | 961     | 0,25%  | Por Tierra Techo y Trabajo       | 961     | 100%   | Inhabilitado para las elecciones generales |
|                                                |         |        |                                  |         |        |                                            |
| Votos positivos                                | 375.249 | %      |                                  |         |        |                                            |
|                                                |         |        |                                  |         |        |                                            |
| Votos en blanco                                | 14.811  | %      |                                  |         |        |                                            |
| Votos nulos                                    | 3.728   | %      |                                  |         |        |                                            |
|                                                |         |        |                                  |         |        |                                            |
| Total votantes                                 | 390.060 | %      |                                  |         |        |                                            |
| Electores habilitados                          | 572.080 | 100%   |                                  |         |        |                                            |

### Resultados Elecciones generales de Diputados Provinciales
Según los datos del escrutinio definitivo, los resultados de la elección de Diputados Provinciales por la Sección Capital fueron:
| Partido Alianza                       | Votos   | Porcentaje | Escaños | Electos                                                                  |
| ------------------------------------- | ------- | ---------- | ------- | ------------------------------------------------------------------------ |
| Cambiemos Buenos Aires                | 204.907 | 48,38%     | 4       | Carolina Píparo Diego Rovella Carolina Barros Schelotto Guillermo Bardón |
| Unidad Ciudadana                      | 117.985 | 27,86%     | 2       | Florencia Saintout Guillermo Escudero                                    |
| 1País                                 | 37.719  | 8,91%      | 0       |                                                                          |
| FIT                                   | 26.731  | 6,31%      | 0       |                                                                          |
| Partido Justicialista                 | 24.277  | 5,73%      | 0       |                                                                          |
| Patria Grande                         | 8.301   | 1,96%      | 0       |                                                                          |
| Izquierda al Frente por el Socialismo | 3.627   | 0,86%      | 0       |                                                                          |
|                                       |         |            |         |                                                                          |
| Votos positivos                       | 423.547 | 96,71%     |         |                                                                          |
|                                       |         |            |         |                                                                          |
| Votos en blanco                       | 10.936  | 2,50%      |         |                                                                          |
| Votos nulos                           | 3.451   | 0,79%      |         |                                                                          |
|                                       |         |            |         |                                                                          |
| Total votantes                        | 437.934 | 76,56%     |         |                                                                          |
| Electores habilitados                 | 571.993 | 100%       |         |                                                                          |

### Resultados Elecciones generales de Concejales
Según los datos del escrutinio definitivo, los resultados fueron los siguientes:
| Partido Alianza                       | Votos   | Porcentaje | Escaños | Concejales electos                                                              |
| ------------------------------------- | ------- | ---------- | ------- | ------------------------------------------------------------------------------- |
| Cambiemos Buenos Aires                | 203.970 | 48,13%     | 6       | Javier Mor Roig Julieta Quintero Raúl Abraham María Cid Darío Musto Elena Lucha |
| Unidad Ciudadana                      | 115.801 | 27,33%     | 4       | Victoria Tolosa Paz Aníbal Gómez Ana María Herrán Cristian Vander               |
| 1País                                 | 38.021  | 8,97%      | 2       | Gastón Crespo Virginia Rodríguez                                                |
| FIT                                   | 26.638  | 6,29%      | 0       |                                                                                 |
| Partido Justicialista                 | 25.168  | 5,94%      | 0       |                                                                                 |
| Vamos Creando Ciudad Nueva            | 10.399  | 2,45%      | 0       |                                                                                 |
| Izquierda al Frente por el Socialismo | 3.767   | 0,89%      | 0       |                                                                                 |
|                                       |         |            |         |                                                                                 |
| Votos positivos                       | 423.764 | 96,76%     |         |                                                                                 |
|                                       |         |            |         |                                                                                 |
| Votos en blanco                       | 10.674  | 2,44%      |         |                                                                                 |
| Votos nulos                           | 3.496   | 0,80%      |         |                                                                                 |
|                                       |         |            |         |                                                                                 |
| Total votantes                        | 437.934 | 76,56%     |         |                                                                                 |
| Electores habilitados                 | 571.993 | 100%       |         |                                                                                 |